# Euphaedra cyparissa
Euphaedra cyparissa är en fjärilsart som beskrevs av Pieter Cramer 1776. Euphaedra cyparissa ingår i släktet Euphaedra och familjen praktfjärilar. Inga underarter finns listade i Catalogue of Life.

## Bildgalleri

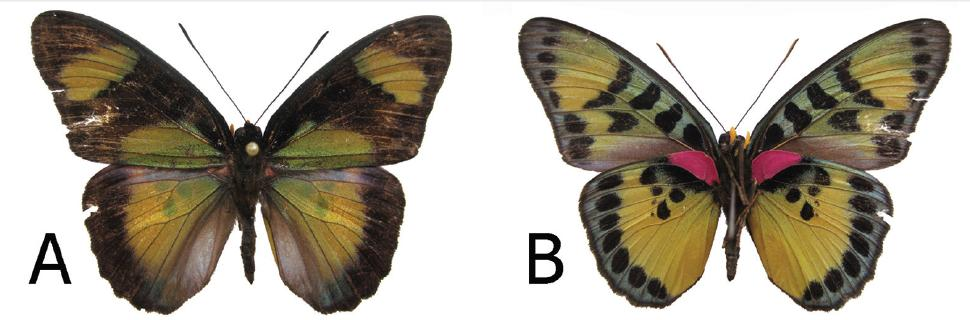
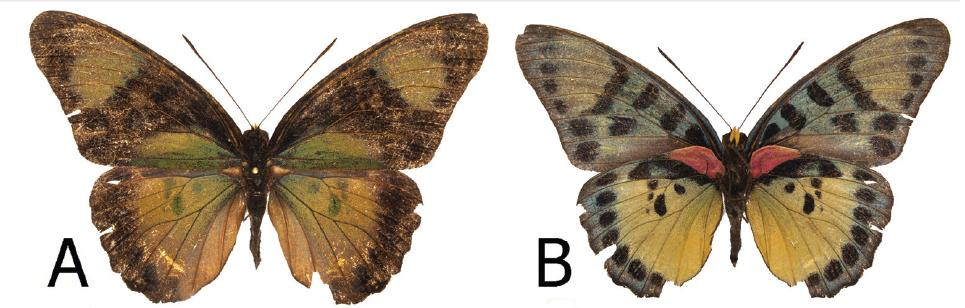
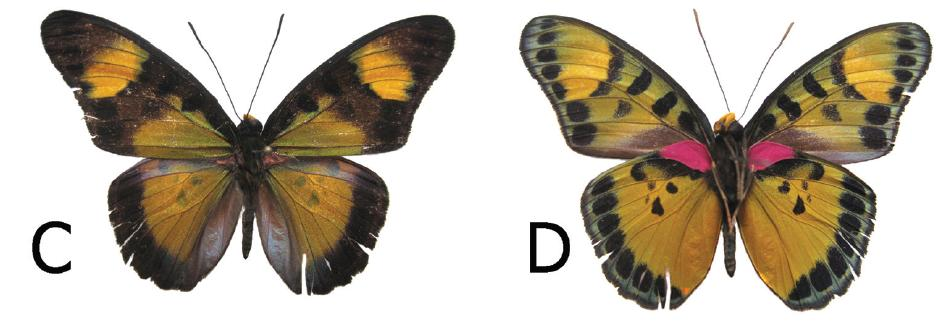
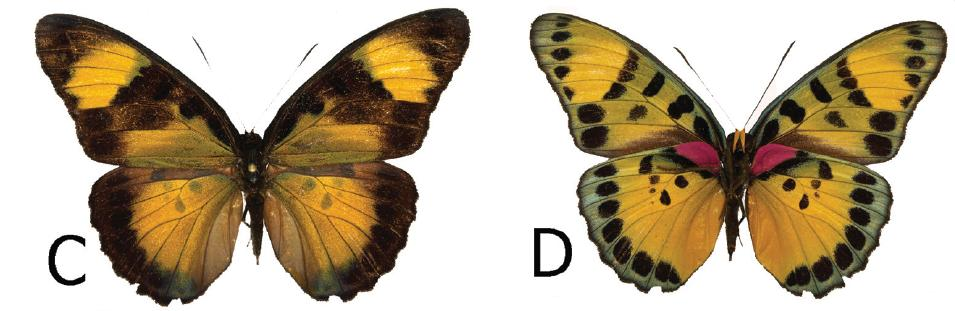
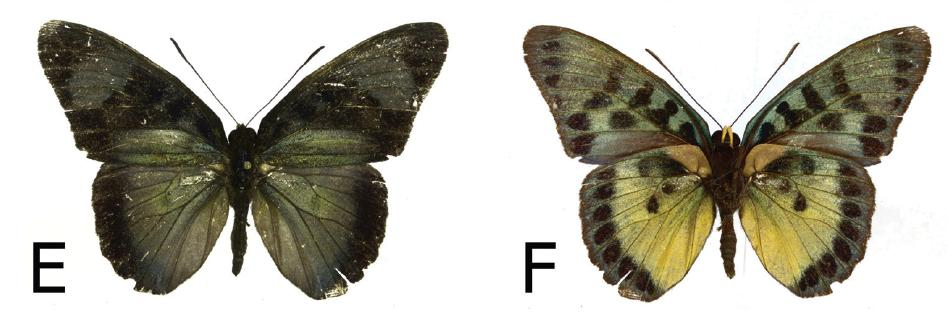
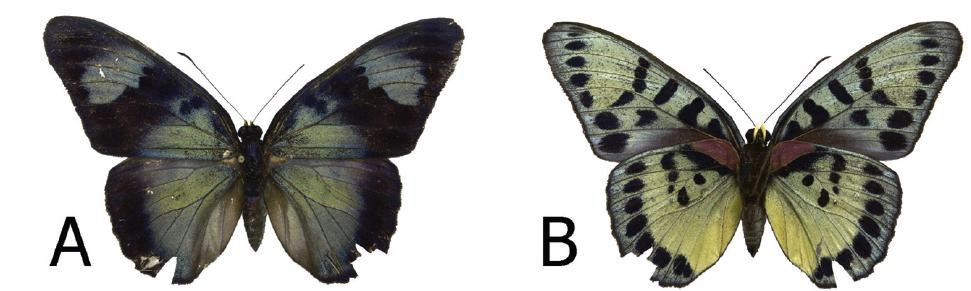